# روتوميربلات
روتوميربلات (تنطق بالهولندية: [ˌrɔtʏmərˈplaːt]) هي أحد ثلاث جزر التي تكون Rottum في الجزر الفريزية الغربية. وتقع في بحر الشمال على شاطئ هولندا. وتقع بين سخيرمونيكوخ وروتوميرأوخ.